# Termer
För andra betydelser, se Term.

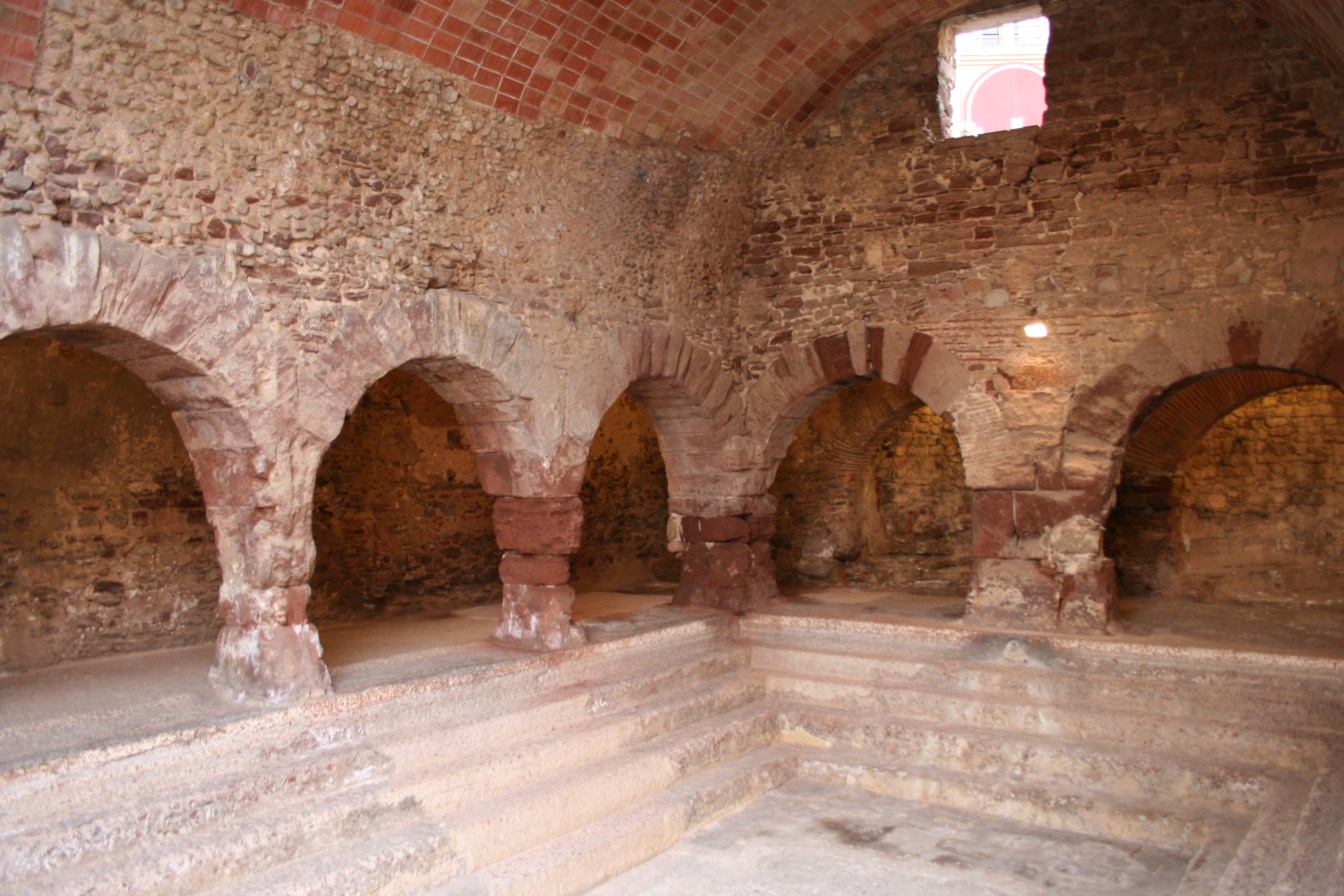
Termerna i Caldes de Montbui, provinsen Barcelona.

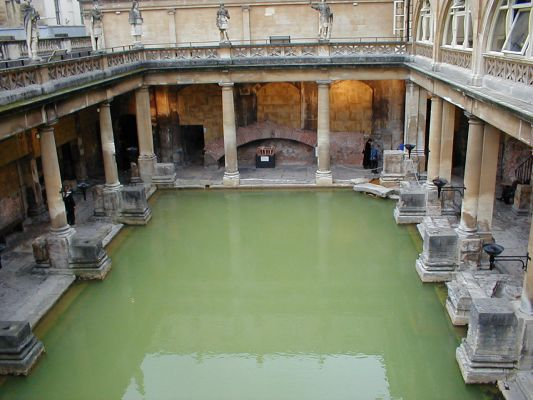
Termerna i Bath, England.

Termer (latin thermae, av grekiska thermai, av therme, ”värme”, ”hetta”) är namn på en större romersk badanläggning.

## Historik
Från enkla anläggningar under grekisk tid utvecklades i Romerska republiken systematiskt uppbyggda badhus – utvecklingen kan studeras i Pompeji och Herculaneum. Under kejsartiden fulländades anläggningarna och teknologin, och varje ort med självaktning i Romerska riket skulle ha ett offentligt badhus.
I de stora monumentaltermerna ingick förutom själva badavdelningen också kroppsvårds- och sportutrymmen (palestror), föreläsnings- och konsertsalar, bibliotek och promenadutrymmen med trädgårdar friluftsscener och serveringar. Själva badavdelningen hade en fast genomströmningsordning.

## Badprocedur
När romarna skulle besöka en badanläggning, genomgick de en fastslagen ordning. Först klädde de om sig i apodyterium, för att därefter bada kallt i frigidarium. Tämligen omgående fortsatte de till ljumbadet tepidarium och varmbadet caldarium. Eventuellt kunde badproceduren avslutas i svettbadet sudatorium, även kallat laconicum. I vissa större termer fanns även ett simbad, natatio, vilket på latin ordagrant betyder ”simning”.